# 科倫丁·馬丁斯
科倫丁·達施華·馬丁斯（1969年7月11日—）是一名法國前職業足球運動員，司職進攻中場，現時為利比亞領隊。 

## 球員生涯

### 球會
馬丁斯出生於布列塔尼的布雷斯特，具有葡萄牙血統。他在家鄉球會比斯特開始他的職業生涯，於1991年轉會到歐塞爾並成為由傳奇人物居伊·魯領導的新興球隊一員，該球隊在1992-93年打入歐霸盃準決賽。四年後 ，實現了歷史性的法甲及法國盃雙料冠軍。 
1996年5月30日，馬丁斯與西班牙球會拉科魯尼亞簽約。在西甲表現出色的第一個賽季後，他因傷病失去在球隊中的位置。1998年1月，他加盟斯特拉斯堡，在2001年以隊長身份在法國盃決賽中對陣艾米恩斯，並在12碼球大戰中獲勝。
在借用波爾多一段時間後，馬丁斯回到斯特拉斯堡並留在那裡直到2004 年，同年轉會至克萊蒙效力幾個月後結束他的職業球員生涯。

### 國際賽
1993年3月27日，馬丁斯在法國隊以1-0戰勝奧地利的比賽中首次代表法國隊出場。馬丁斯代表國家參加1996年歐洲國家盃，一共出場14次，但他的國家隊生涯因薛尼丁·施丹的出現而黯然失色。

## 領隊生涯
馬丁斯於2006年在低組別球會甘巴爾開始他的管理生涯。次年，他被任命為他的母會比斯特的足球總監，但在2008-09賽季開始時曾短暫擔任代理領隊。隨後，他繼續擔任此法乙球會的助理領隊
馬丁斯又兩次回歸作為布雷斯特的看守領隊：在2011-12賽季，在亞歷士·杜邦被解僱後，以及在接下來的法甲聯賽賽季，蘭德里·沙文被解僱後。他第一次任看守領隊時令球會成功護級，但第二次任看守領隊時卻失敗，執教的八場比賽全部輸掉，最後一次降級到法乙聯賽。
2014年10月8日，馬丁斯被任命為毛里塔尼亞主教練。2019年1月，他將合同延長至2021年 。
馬丁斯帶領欣蓋提雄獅獲得2019年和2021年非洲國家盃的參賽資格，前者是該國首次參賽。然而，在2022年世界盃預賽開局不利後，他被解除職務。
2022年4月11日，馬丁斯接替哈維爾·克萊門特成為另一個非洲國家利比亞的掌舵人。

## 外部鏈接
- .   [7 October 2009]. （原始内容存档于27 July 2011） （法语）.
- 科倫丁·馬丁斯在BDFutbol中的档案
- CORENTIN MARTINS （页面存档备份，存于）於法國足球總會（法語）
- 科倫丁·馬丁斯在 National-Football-Teams.com 上的出场纪录